# Campeonato de Fútbol Interdistrital de Fiyi
El Campeonato de Fútbol Interdistrital de Fiyi (IDC) es el evento más importante en el calendario de la Asociación de Fútbol de Fiyi. Los equipos que representan varios distritos de fútbol del país han participado en este evento anual todos los años, excepto en 1987 debido a las interrupciones causadas por golpes militares, desde la formación de la Asociación en 1938. Los equipos compiten por el codiciado Trofeo Lloyd Farebrother, donado por el primer presidente de la Asociación de Fútbol de Fiyi, A.S. Farebrother y Lloyd and Company.
Solo cinco equipos (Suva, Rewa, Ba, Levuka y Lautoka) participaron en la primera edición celebrado en Suva en 1938. De 1938 a 1975, la competencia se celebró inicialmente en un formato eliminatorio, pero en 1976 se introdujo la fase de grupos. Desde 1985, la competencia se lleva a cabo en dos divisiones con la introducción de un torneo de segundo nivel conocido como la División Premier. En 1999 hubo una división de tercer nivel de corta duración.

## Palmarés
| Año  | Sede                       | Campeón      | Subcampeón        | Marcador                |
| ---- | -------------------------- | ------------ | ----------------- | ----------------------- |
| 1938 | Suva                       | Rewa         | Ba                | 3 - 2                   |
| 1939 | Lautoka                    | Rewa         | Suva              | 3 - 2                   |
| 1940 | Rewa                       | Suva         | Rewa              | 2 - 1                   |
| 1941 | Ba                         | Lautoka      | Ba                | 2 - 1 (pró.)            |
| 1942 | Nadi                       | Lautoka      | Suva              | 3 - 0                   |
| 1943 | Levuka                     | Rewa         | Suva              | 4 - 2                   |
| 1944 | Rakiraki                   | Rewa         | Suva              | 2 - 1 (pró.)            |
| 1945 | Lautoka                    | Suva         | Lautoka           | 3 - 1                   |
| 1946 | Rewa                       | Suva         | Ba                | 1 - 0                   |
| 1947 | Ba                         | Rewa         | Ba                | 4 - 1                   |
| 1948 | Rewa                       | Suva         | Rewa              | 4 - 2                   |
| 1949 | Lautoka                    | Lautoka      | Rewa              | 4 - 2                   |
| 1950 | Rewa                       | Lautoka      | Nadi              | 3 - 1                   |
| 1951 | Ba                         | Suva         | Rakiraki          | 2 - 0                   |
| 1952 | Suva                       | Suva         | Nadi              | 2 - 1 (pró.)            |
| 1953 | Lautoka                    | Lautoka      | Nadi              | 2 - 1                   |
| 1954 | Rewa                       | Suva         | Nadi              | 1 - 0                   |
| 1955 | Ba                         | Rewa         | Lautoka           | 3 - 2                   |
| 1956 | Suva                       | Suva         | Lautoka           | 3 - 2                   |
| 1957 | Lautoka                    | Lautoka      | Ba                | 7 - 1                   |
| 1958 | Suva                       | Lautoka      | Suva              | 2 - 1                   |
| 1959 | Ba                         | Lautoka      | Ba                | 6 - 0                   |
| 1960 | Rewa                       | Suva         | Nadi              | 2 - 1                   |
| 1961 | Nadi                       | Ba           | Nadi              | 2 - 1                   |
| 1962 | Lautoka                    | Lautoka      | Ba                | 7 - 0                   |
| 1963 | Suva                       | Ba           | Suva              | 2 - 0                   |
| 1964 | Ba                         | Lautoka      | Ba                | 6 - 1                   |
| 1965 | Nadi                       | Lautoka      | Suva              | 2 - 1                   |
| 1966 | Suva                       | Ba           | Suva              | 5 - 0                   |
| 1967 | Lautoka                    | Ba           | Lautoka           | 1 - 0                   |
| 1968 | Ba                         | Ba           | Lautoka           | 3 - 2 (pró.)            |
| 1969 | Labasa                     | Nadi         | Suva              | 1 - 0                   |
| 1970 | Rewa                       | Ba           | Suva              | 2 - 1                   |
| 1971 | Nadi                       | Nadi         | Suva              | 1 - 1 (pró.; 5-4 pen.)  |
| 1972 | Suva                       | Rewa         | Labasa            | 0 - 0 (pró.; 10-9 pen.) |
| 1973 | Lautoka                    | Lautoka      | Labasa            | 1 - 0                   |
| 1974 | Nadi                       | Nadi         | Tailevu/Naitasiri | 1 - 0                   |
| 1975 | Labasa                     | Ba           | Suva              | 1 - 0                   |
| 1976 | Ba                         | Ba           | Rewa              | 2 - 0                   |
| 1977 | Suva                       | Ba           | Nadi              | 1 - 0                   |
| 1978 | Lautoka                    | Ba           | Labasa            | 1 - 1 (pró.; 6-5 pen.)  |
| 1979 | Tailevu/Naitasiri          | Ba           | Nadi              | 2 - 1 (pro.)            |
| 1980 | Ba                         | Ba           | Nadi              | 1 - 0                   |
| 1981 | Suva                       | Suva         | Ba                | 2 - 1                   |
| 1982 | Nadi                       | Ba           | Nadi              | (w.o.)                  |
| 1983 | Suva                       | Suva         | Ba                | 1 - 0 (pró.)            |
| 1984 | Lautoka                    | Lautoka      | Ba                | 2 - 0                   |
| 1985 | Ba                         | Lautoka      | Rewa              | 2 - 1                   |
| 1986 | Rewa                       | Ba           | Nadroga           | 1 - 0                   |
| 1987 | No disputado               | No disputado | No disputado      | No disputado            |
| 1988 | Suva                       | Nadroga      | Nasinu            | 1 - 0                   |
| 1989 | Lautoka                    | Nadroga      | Lautoka           | 1 - 0                   |
| 1990 | Suva/Rewa                  | Nasinu       | Suva              | 1 - 0                   |
| 1991 | Nadi                       | Ba           | Nadroga           | 1 - 0                   |
| 1992 | Rewa                       | Labasa       | Nadroga           | 2 - 0                   |
| 1993 | Ba                         | Nadroga      | Nasinu            | 1 - 0                   |
| 1994 | Suva                       | Labasa       | Suva              | 1 - 0                   |
| 1995 | Lautoka                    | Tavua        | Nadi              | 2 - 0                   |
| 1996 | Suva                       | Ba           | Nasinu            | 3 - 1                   |
| 1997 | Ba                         | Ba           | Nadi              | 2 - 0                   |
| 1998 | Suva                       | Nadi         | Lautoka           | 2 - 1                   |
| 1999 | Nadi                       | Nadi         | Ba                | 1 - 0                   |
| 2000 | Ba                         | Ba           | Nadi              | 1 - 0 (pró.)            |
| 2001 | Suva                       | Rewa         | Ba                | 1 - 0                   |
| 2002 | Ba                         | Nadi         | Rewa              | 1 - 1 (pró.; 4-2 pen.)  |
| 2003 | Ba                         | Ba           | Nadi              | 1 - 0                   |
| 2004 | Suva                       | Ba           | Rewa              | 3 - 0 (pen.)            |
| 2005 | Lautoka                    | Lautoka      | Ba                | 2 - 0                   |
| 2006 | Ba                         | Ba           | Suva              | 3 - 0                   |
| 2007 | Suva                       | Ba           | Nadi              | 2 - 1 (pró.)            |
| 2008 | Ba                         | Lautoka      | Ba                | 1 - 0                   |
| 2009 | Nadi                       | Navua        | Lautoka           | 2 - 0                   |
| 2010 | Suva                       | Rewa         | Lautoka           | 3 - 1                   |
| 2011 | Suva                       | Labasa       | Ba                | 1 - 0                   |
| 2012 | Ba                         | Suva         | Ba                |                         |
| 2013 | Lautoka                    | Ba           | Nadi              | 2 - 1 (pró.)            |
| 2014 | Suva                       | Suva         | Nadi              | 1 - 0 (pró.)            |
| 2015 | Ba                         | Ba           | Nadi              | 2 - 0                   |
| 2016 | Suva                       | Labasa       | Ba                | 2 - 1                   |
| 2017 | Lautoka                    | Lautoka      | Ba                | 1 - 1 (pró.; 4-3 pen.)  |
| 2018 | ANZ National Stadium, Suva | Lautoka      | Suva              | 1 - 0                   |
| 2019 | Prince Charles Park, Nadi  | Labasa       | Suva              | 1 - 0 (pró.)            |
| 2020 | ANZ National Stadium, Suva | Labasa       | Lautoka           | 2 - 1                   |
| 2022 | ANZ National Stadium, Suva | Suva         | Navua             | 4 - 0                   |

### Títulos por equipo
| Club                 | Títulos | Subtítulos | Años campeón | Años subcampeón                                                                                                  |
| -------------------- | ------- | ---------- | --- | --- |
| Ba FC                | 24      | 19         | 1961, 1963, 1966, 1967, 1968, 1970, 1975, 1976, 1977, 1978, 1979, 1980, 1982, 1986, 1991, 1996, 1997, 2000, 2003, 2004, 2006, 2007, 2013, 2015 | 1938, 1941, 1946, 1947, 1957, 1959, 1962, 1964, 1981, 1983, 1984, 1999, 2001, 2005, 2008, 2011, 2012, 2016, 2017 |
| Lautoka FC           | 18      | 10         | 1941, 1942, 1949, 1950, 1953, 1957, 1958, 1959, 1962, 1964, 1965, 1973, 1984, 1985, 2005, 2008, 2017, 2018                                     | 1945, 1955, 1956, 1967, 1968, 1989, 1998, 2009, 2010                                                             |
| Suva FC              | 14      | 17         | 1940, 1945, 1946, 1948, 1951, 1952, 1954, 1956, 1960, 1981, 1983, 2012, 2014, 2022                                                             | 1939, 1942, 1943, 1944, 1958, 1963, 1965, 1966, 1969, 1970, 1971, 1975, 1990, 1994, 2006, 2018, 2019             |
| Rewa FC              | 9       | 7          | 1938, 1939, 1943, 1944, 1947, 1955, 1972, 2001, 2010                                                                                           | 1940, 1948, 1949, 1976, 1985, 2002, 2004                                                                         |
| Nadi FC              | 6       | 18         | 1969, 1971, 1974, 1998, 1999, 2002 | 1950, 1952, 1953, 1954, 1960, 1961, 1977, 1979, 1980, 1982, 1995, 1997, 2000, 2003, 2007, 2013, 2014, 2015       |
| Labasa FC            | 6       | 3          | 1992, 1994, 2011, 2016, 2019, 2020 | 1972, 1973, 1978                                                                                                 |
| Nadroga FC           | 3       | 3          | 1988, 1989, 1993 | 1986, 1991, 1992                                                                                                 |
| Nasinu FC            | 1       | 3          | 1990 | 1988, 1993, 1996                                                                                                 |
| Navua FC             | 1       | 1          | 2009 | 2022 |
| Tavua FC             | 1       | -          | 1995 | ---- |
| Tailevu Naitasiri FC | -       | 1          | ---- | 1974 |
| Rakiraki FC          | -       | 1          | ---- | 1951 |

## Palmarés segundo nivel
| Año     | Sede                          | Campeón           | Subcampeón        | Marcador     | Notas                                              |
| ------- | ----------------------------- | ----------------- | ----------------- | ------------ | -------------------------------------------------- |
| 1968-72 |                               |                   |                   |              | Desconocido                                        |
| 1973    |                               | Bua               |                   |              |                                                    |
| 1984    |                               |                   |                   |              | Desconocido                                        |
| 1985    | Ba                            | Lami              | Vatukoula         | 3 - 2 (pró.) |                                                    |
| 1986    | Rewa                          | -                 | -                 | -            | Desconocido                                        |
| 1987    | -                             | -                 | -                 | -            | No hubo competición                                |
| 1988    | Suva                          | -                 | -                 | -            | Desconocido                                        |
| 1989    | -                             | Nadogo            | -                 | -            |                                                    |
| 1990-98 | Suva/Rewa                     | -                 | -                 | -            | Desconocido                                        |
| 1999    | Nadi                          | Nadroga           | Rewa              | 2 - 1        | -                                                  |
| 2000    | Ba                            | Vatukoula         | Tailevu North     | 1 - 0        | -                                                  |
| 2001    | Suva                          | -                 | -                 | -            | Desconocido                                        |
| 2002    | Ba                            | Savusavu          | Tailevu-Naitasiri | 1 - 0        | -                                                  |
| 2003    | Ba                            | Rakiraki          | Tailevu-Naitasiri | 2 - 1        | -                                                  |
| 2004    | Suva                          | Rakiraki          | -                 | -            | -                                                  |
| 2005    | Lautoka                       | Tailevu-Naitasiri | Seaqaqa           | 2 - 1        | -                                                  |
| 2006    | Ba                            | Rakiraki          | Tailevu-Naitasiri | 1 - 0        | -                                                  |
| 2007    | Ba                            | Rakiraki          | Tailevu-Naitasiri | 3 - 0        | -                                                  |
| 2008    | ?                             | Tailevu-Naitasiri | Tailevu North     | 1 - 0        | -                                                  |
| 2009    | ?                             | Dreketi           | Nadogo            | 1 - 0        | -                                                  |
| 2010    | ?                             | Tailevu-Naitasiri | Dreketi           | 1 - 0        | -                                                  |
| 2011    | ?                             | Lami              | Tailevu-Naitasiri | 3 - 1        | -                                                  |
| 2012    | ?                             | Tailevu-Naitasiri | Taveuni           | 2 - 0        | -                                                  |
| 2013    | ?                             | Taveuni           | Dreketi           | 1 - 0        | -                                                  |
| 2014    | Suva                          | Rakiraki          | Nasinu            | 2 - 1        | -                                                  |
| 2015    | Ba                            | Navua             | Rakiraki          | 1 - 0        | -                                                  |
| 2016    | ANZ National Stadium, Suva    | Nasinu            | Navua             | 2 - 1        | -                                                  |
| 2017    | ?                             | Nadroga           | Navua             | 2 - 1        | -                                                  |
| 2018    | ANZ National Stadium, Suva    | Navua             | Nadroga           | 2 - 0        | Goles marcado por Vineet Chand y Seveci Rokotakala |
| 2019    | Prince Charles Park, Nadi     | Navua             | Nadroga           | 1 - 0        | Gol marcado por Alfred Ali                         |
| 2020    | Uprising Resort Ground, Serua | Nadroga           | Bua               | 3 - 0        |                                                    |
| 2022    | ANZ National Stadium, Suva    | Nasinu            | Seaqaqa           | 3 - 0        |                                                    |

### Títulos por equipo
| Club                 | Títulos | Subtítulos | Años campeón                 | Años subcampeón              |
| -------------------- | ------- | ---------- | ---------------------------- | ---------------------------- |
| Rakiraki FC          | 5       | 1          | 2003, 2004, 2006, 2007, 2014 | 2015                         |
| Tailevu-Naitasiri FC | 4       | 5          | 2005, 2008, 2010, 2012       | 2002, 2003, 2006, 2007, 2011 |
| Navua FC             | 3       | 2          | 2015, 2018, 2019             | 2016, 2017                   |
| Nadroga FC           | 3       | 2          | 1999, 2017, 2020             | 2018, 2019                   |
| Nasinu FC            | 2       | 1          | 2016, 2022                   | 2014                         |
| Lami FC              | 2       | -          | 1985, 2011                   | ----                         |
| Dreketi FC           | 1       | 2          | 2009                         | 2010, 2013                   |
| Taveuni FC           | 1       | 1          | 2013                         | 2012                         |
| Vatukoula FC         | 1       | 1          | 2000                         | 1985                         |
| Nadogo FC            | 1       | 1          | 1989                         | 2009                         |
| Bua FC               | 1       | 1          | 1973                         | 2020                         |
| Savusavu FC          | 1       | -          | 2002                         | ----                         |
| Tailevu North FC     | -       | 2          | ----                         | 2000, 2008                   |
| Seaqaqa FC           | -       | 2          | ----                         | 2005, 2022                   |
| Rewa FC              | -       | 1          | ----                         | 1999                         |

## Palmarés tercer nivel
| Año  | Sede                       | Campeón       | Subcampeón | Marcador | Notas |
| ---- | -------------------------- | ------------- | ---------- | -------- | ----- |
| 1999 |                            | Tailevu North | Dreketi    | 1 - 0    |       |
| 2022 | ANZ National Stadium, Suva | Bua           | Lami       | 1 - 0    |       |